# Courtrizy-et-Fussigny

Courtrizy-et-Fussigny este o comună în departamentul Aisne din nordul Franței. În 1 ianuarie 2022 avea o populație de 76 de locuitori.